# Jean Stoetzel
Jean Stoetzel (Saint-Dié-des-Vosges, 23 d'abril de 1910 - París, 21 de febrer de 1987) va ser un sociòleg i professor francés conegut per haver introduït en el seu país els sondejos d’opinió.

## Biografia
Va néixer a una família catòlica i conservadora, fill d'un cap de correus. Se'l considera un alumne brillant, admés a la preparatòria del Liceu Luis el Grande de París.
Va anar a l'escola anomenada Escola Normal Superior de París, afegit de filosofía i professor en els  Estats Units al 1937 juntament amb George Gallup. Fou fundador de l’Institut français d'opinion publique (IFOP) i autor d’una tesi al 1943 sobre la teoría de l’opinió. Durant la seva ocupació fou assessor del Servei Nacional d'Estadística de França (SNS) sota la direcció de René Carmille. A més a més, també va ser cap del servei d’enquestes i estadístiques de la fundació Carrel.
Després de la creació de l’Institut national d'études démographiques (INED), va dirigir la secció de psicologia social, tot i que va preferir centrar la seva carrera en la universitat. El seu adjunt, Alain Girard, va continuar la seva obra a la INED mentre Jean Stoetzel va fundar la Revue française de sociologie que es va convertir en la principal referència a França de sociología i psicología social. Entre 1955 i 1978 fou catedràtic de sociología a la Sorbona. Al 1977, fou escollit membre de l’Acadèmia de Ciències Morals i Polítiques de França.